# Atlantis Football Club
Maillots
Atlantis FC est un club de football finlandais basé à Helsinki.

## Palmarès
- Coupe de Finlande
  - Vainqueur : 2001